# Ryan Cochrane (soccer)
Pour les articles homonymes, voir Ryan Cochrane et Cochrane.
Ryan Cochrane est un footballeur américain né le 8 août 1983 à Portland (Oregon), États-Unis.